# 5689 (année hébraïque)
5689 (hébreu : ה'תרפ"ט , abbr. : תרפ"ט) est une année hébraïque qui a commencé à la veille au soir du 15 septembre 1928 et s'est finie le 4 octobre 1929. Cette année a compté 385 jours. Ce fut une année embolismique dans le cycle métonique, avec deux mois de Adar - Adar I et Adar II. Ce fut la cinquième année depuis la dernière année de chemitta.

## Calendrier
Ce calendrier hébraïque de l'année 5689 donne les correspondances avec les dates du calendrier grégorien.
Le premier nombre dans chaque case correspond au jour du mois hébraïque. Les jours en couleurs sont des jours remarquables juifs .
| ◄◄ | 5689 | ►► |

## Événements
- Émeutes de 1929 en Palestine mandataire

## Naissances
- Elie Wiesel
- Shulamit Aloni

## Décès
- Naftali Trop
- Habiba Msika

5684 - 5685 - 5686 - 5687 - 5688 - 5689 - 5690 - 5691 - 5692 - 5693 - 5694